# Clube de Regatas Guará
El Clube de Regatas Guará fue un equipo de fútbol de Brasil ubicado en Guará, Distrito Federal, que desaparició en 5 de diciembre de 2019.

## Historia
Fue fundado el 9 de enero de 1957 en el municipio de Guará del Distrito Federal de Brasil por un grupo de empleados del desaparecido Departamento de Topografía Urbana liderados por Oswaldo Cruz Vieira, el cual estaba encargado de las mediciones de los terrenos y propiedades en el estado.
Fue uno de los equipos fundadores del Campeonato Brasiliense en 1959, llegando a su primera final estatal en 1960, la cual perdieron. Durante la década de los años 1980 fue uno de los equipos más importantes del Campeonato Brasiliense, pero con mala suerte ya que llegaron a la final estatal en cinco ocasiones en aquella época y todas las perdieron[cita requerida]. Aunque perdieron las finales estatales eso no le impidió participar en el Campeonato Brasileño de Serie A de 1979, terminando en último lugar entre 94 equipos.
Fue hasta 1996 que lograron ganar el título del Campeonato Brasiliense por primera vez al vencer en la final al SE Gama por marcador global de 4-1.
En 1996 clasifica a la Copa de Brasil por primera vez, siendo eliminado en la primera ronda por el Internacional de Porto Alegre con un marcador global de 0-7.

## Palmarés
- Campeonato Brasiliense: 1

1996
- Torneo Inicio de Brasilia: 1

1959
- Torneo Centro-Oeste: 1

1984

## Jugadores

### Jugadores destacados
- Éder Aleixo[7][8][9]
- Beijoca[8][9]
- Josimar[8][9]
- Lúcio[8][9]
- Nunes[8][9]